# Накучани (Шабац)
Накучани је насеље у Србији у општини Шабац у Мачванском округу. Према попису из 2022. било је 399 становника.
Овде се налази Окућница Ђаковића.

## Село
- Панорама села са планином Цером у позадини
- Сеоска школа
- Спомен-плоча на згради школе
- Домаћинство Ђаковића
- Спомен-чесма Ранка Алимпића

## Црква рођења Св. Јована Крститеља
У селу се налази црква посвећена рођењу Светог Јована Крститеља, подигнута 1879. године. Припада Епархији шабачкој Српске православне цркве.

## Демографија
У насељу Накучани живи 527 пунолетних становника, а просечна старост становништва износи 43,8 година (41,8 код мушкараца и 45,7 код жена). У насељу има 215 домаћинстава, а просечан број чланова по домаћинству је 2,98.
Ово насеље је великим делом насељено Србима (према попису из 2002. године), а у последња три пописа, примећен је пад у броју становника.
|  |

| Демографија | Демографија | Демографија |
| Година      | Становника  | Становника  |
| ----------- | ----------- | ----------- |
| 1948.       | 1.038       |             |
| 1953.       | 1.057       |             |
| 1961.       | 996         |             |
| 1971.       | 936         |             |
| 1981.       | 749         |             |
| 1991.       | 700         | 698         |
| 2002.       | 640         | 659         |

| Етнички састав према попису из 2002.‍ | Етнички састав према попису из 2002.‍ | Етнички састав према попису из 2002.‍ | Етнички састав према попису из 2002.‍ | Етнички састав према попису из 2002.‍ |
| ------------------------------------ | ------------------------------------ | ------------------------------------ | ------------------------------------ | ------------------------------------ |
|                                      |                                      |                                      |                                      |                                      |
| Срби                                 | Срби                                 |                                      | 602                                  | 94,06%                               |
| Роми                                 | Роми                                 |                                      | 38                                   | 5,93%                                |
| непознато                            | непознато                            |                                      | 0                                    | 0,0%                                 |

| Година пописа     | 1948. | 1953. | 1961. | 1971. | 1981. | 1991. | 2002. |
| ----------------- | ----- | ----- | ----- | ----- | ----- | ----- | ----- |
| Број домаћинстава | 193   | 198   | 219   | 231   | 211   | 216   | 215   |

| Број чланова      | 1  | 2  | 3  | 4  | 5  | 6  | 7 | 8 | 9 | 10 и више | Просек |
| ----------------- | -- | -- | -- | -- | -- | -- | - | - | - | --------- | ------ |
| Број домаћинстава | 47 | 69 | 27 | 25 | 20 | 18 | 6 | 3 | 0 | 0         | 2,98   |

| Пол    | Укупно | Неожењен/Неудата | Ожењен/Удата | Удовац/Удовица | Разведен/Разведена | Непознато |
| ------ | ------ | ---------------- | ------------ | -------------- | ------------------ | --------- |
| Мушки  | 269    | 70               | 169          | 17             | 13                 | 0         |
| Женски | 281    | 34               | 168          | 72             | 7                  | 0         |
| УКУПНО | 550    | 104              | 337          | 89             | 20                 | 0         |

| Пол    | Укупно                    | Пољопривреда, лов и шумарство | Рибарство                            | Вађење руде и камена | Прерађивачка индустрија       |
| ------ | ------------------------- | ----------------------------- | ------------------------------------ | -------------------- | ----------------------------- |
| Мушки  | 207                       | 159                           | 0                                    | 1                    | 27                            |
| Женски | 181                       | 125                           | 0                                    | 1                    | 17                            |
| УКУПНО | 388                       | 284                           | 0                                    | 2                    | 44                            |
| Пол    | Производња и снабдевање   | Грађевинарство                | Трговина                             | Хотели и ресторани   | Саобраћај, складиштење и везе |
| Мушки  | 1                         | 2                             | 6                                    | 1                    | 0                             |
| Женски | 0                         | 0                             | 5                                    | 0                    | 1                             |
| УКУПНО | 1                         | 2                             | 11                                   | 1                    | 1                             |
| Пол    | Финансијско посредовање   | Некретнине                    | Државна управа и одбрана             | Образовање           | Здравствени и социјални рад   |
| Мушки  | 0                         | 0                             | 2                                    | 3                    | 1                             |
| Женски | 0                         | 0                             | 1                                    | 5                    | 6                             |
| УКУПНО | 0                         | 0                             | 3                                    | 8                    | 7                             |
| Пол    | Остале услужне активности | Приватна домаћинства          | Екстериторијалне организације и тела | Непознато            | Непознато                     |
| Мушки  | 1                         | 0                             | 0                                    | 3                    | 3                             |
| Женски | 1                         | 0                             | 0                                    | 19                   | 19                            |
| УКУПНО | 2                         | 0                             | 0                                    | 22                   | 22                            |